# Mongoose OS

## Visión general
Mongoose OS es un framework de desarrollo de firmware para el Internet de las cosas (IoT) disponible bajo la licencia Apache 2.0. Es compatible con microcontroladores conectados de bajo consumo como son: ESP32, ESP8266, TI CC3200, STM32. Su propósito es ser un entorno completo para hacer prototipos, desarrollar y administrar dispositivos conectados.
Está diseñado para reducir el tiempo y costes asociados con los proyectos IoT y por ello ha obtenido numerosas reseñas positivas.

## Características
- Sistema inalámbrico de actualizaciones fácil de usar.[6]
- Conectividad segura y soporte de criptografía.[7]
- Servidor Web Mongoose integrado.
- Programación en Javascript (motor mJS integrado) o C.
- Integración de nubes privadas y públicas (p. ej. AWS IoT, Mosquitto, HiveMQ, etc.).

## Licencia
Mongoose OS es de código abierto y tiene doble licencia:
- Mongoose OS Community Edition - Licencia Apache 2.0.
- Mongoose OS Enterprise Edition - Licencia Comercial.